# Angelo De Donatis
Angelo De Donatis (Casarano, 4 de gener de 1954) és un arquebisbe catòlic italià, del 26 de maig de 2017 vicari general del Sant Pare per a la diòcesi de Roma, arxipreste de la basílica de Sant Joan del Laterà, administrador apostòlic d'Òstia i Gran Canceller de la Universitat Pontifícia Lateranense. Va ser creat cardenal pel Papa Francesc el 28 de juny de 2018.
Ostenta des del 6 d'abril de 2024 el càrrec de Penitenciari major.

## Biografia

### Formació i ministeri sacerdotal

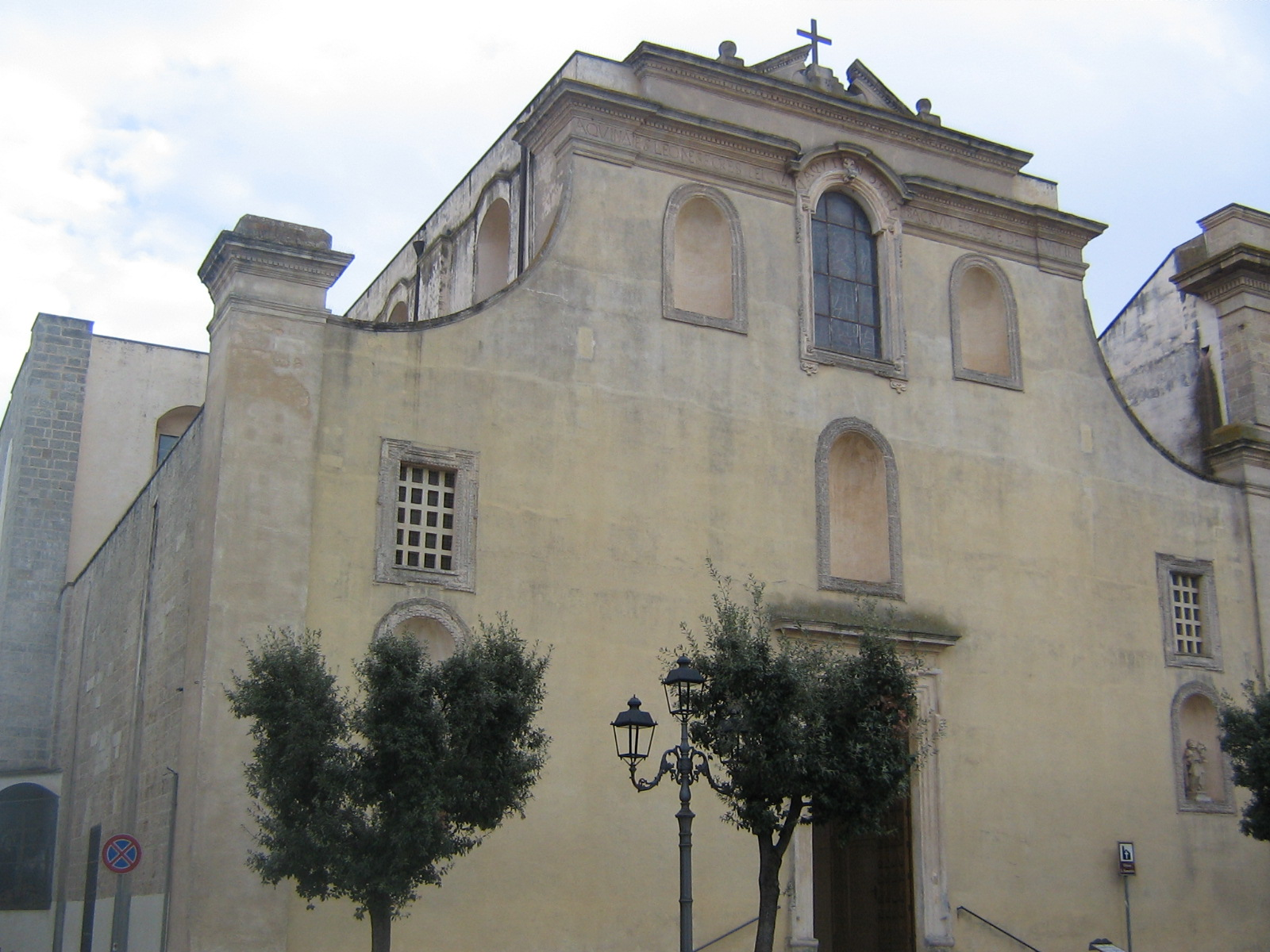
Església de Sant Domenico di Casarano, on De Donatis va ser ordenat sacerdot

Va néixer el 4 de gener de 1954 a Casarano, a la província de Lecce, va rebre formació espiritual al seminari de Tàrent i el Seminari Major Pontifici Romà.També a Roma va completar els seus estudis filosòfics a la Pontifícia Universitat del Laterà i estudis teològics a la Pontifícia Universitat Gregoriana, on va obtenir una llicenciatura en teologia moral.
El 12 d'abril de 1980 fou ordenat sacerdot a la parròquia de San Domenico de Casarano (diòcesi de Nardò-Gallipoli) pel bisbe Antonio Rosario Mennonna.Es va convertir en professor de religió i col·laborador a la parròquia de Sant Saturnino a Roma, on posteriorment es va convertir en vicari.
El 28 de novembre de 1983 es va incardinar a la diòcesi de Roma.De 1989 a 1991 va ser arxiver de la Secretaria del Col·legi de Cardenals. El 1990 fou nomenat director de l'Oficina del Clergat del Vicariat de Roma fins a 1996. També en 1990 es va convertir en el director espiritual del Seminari Major Pontifici Romà fins al 2003, quan a la qual va ser nomenat rector de la basílica de Sant Marc Evangelista al Capitoli i assistent per a la diòcesi de Roma de l'Associació Nacional de Familiars dels clergues.
Ha estat membre del consell presbiteral diocesà i del col·legi de consultors.
El 1989 va ser nomenat cavaller de l'orde del Sant Sepulcre de Jerusalem.
El 10 d'abril de 1990 va ser nomenat capellà de Sa Santedat. El 2007 va ser nomenat assistent espiritual de l'associació don Andrea Santoro, del qual es recorda cada dia el dia del seu assassinat, amb celebracions dedicades a ell.
Sempre manté viva la relació amb la comunitat d'origen, Casarano, fent cada any durant el període d'estiu els exercicis espirituals a la Cripta del Crucifix.
En 2014 va ser triat com a predicador dels exercicis espirituals per a la Cúria Romana amb motiu de la quaresma, en els quals també participà el Papa Francesc, que van tenir lloc a la Casa del Diví Mestre d'Arícia, abordant el tema de "La purificació del cor", on afirmà: «Cal purificar les nostres ànimes a partir d'imatges falses de Déu per començar un veritable viatge de la vida autèntica».

### Ministeri episcopal

#### Bisbe auxiliar de Roma
El 14 de setembre de 2015, el papa Francesc el nomenà bisbe titular de Mottola i auxiliar de Roma, encarregat de la formació permanent del clergat, una novetat absoluta.

Escut d'armes del bisbe

Va ser consagrat bisbe 9 de novembre del 2015, a la basílica de Sant Joan del Laterà, a la festa de la dedicació de la basílica, pel Papa Francesc, juntament amb els cardenals Agostino Vallini i Beniamino Stella, prefecte de la Congregació per al Clergat com a coconsagrants. Entre els concelebrants hi havia la presència dels cinc bisbes auxiliars de Roma. Els assistents eren sacerdots Monsenyor Luciano Pascucci, director de l'Oficina del Vicariat del Clergat i Don Antonio Schito, rector de la comunitat d'origen del bisbe (San Domenico de Casarano). El 29 d'abril de 2016 va ser nomenat rector de l'església de Sant Sebastiano al Palatino, a Roma.
El 6 de juny, l'any 2016 va presidir la reflexió en el curs del Jubileu dels sacerdots dels preveres de la diòcesi de Roma i van intervenir també en l'organitzat per la diòcesi de Trapani, i el 4 de novembre se li va confiar la Confessio vitae, durant el Jubileu sacerdotal de l'arxidiòcesi de Milà.
Al setembre de 2016 va publicar el seu primer llibre del bisbe titulat "Res és més dolç que l'amor", que conté vint reflexions sobre les diverses formes de pietat, interpretades a través de la Bíblia, prèviament publicats al Romasette, el suplement del diari Avvenire dedicat a la diòcesi de Roma.

#### Vicari general de Sa Santedat per la diòcesi de Roma
El 26 de maig de 2017 el Papa Francesc, acceptant la renúncia per haver assolit el límit d'edat del cardenal Agostino Vallini, el va nomenar vicari general per a la diòcesi de Roma, elevant-lo a la dignitat d'arquebisbe.

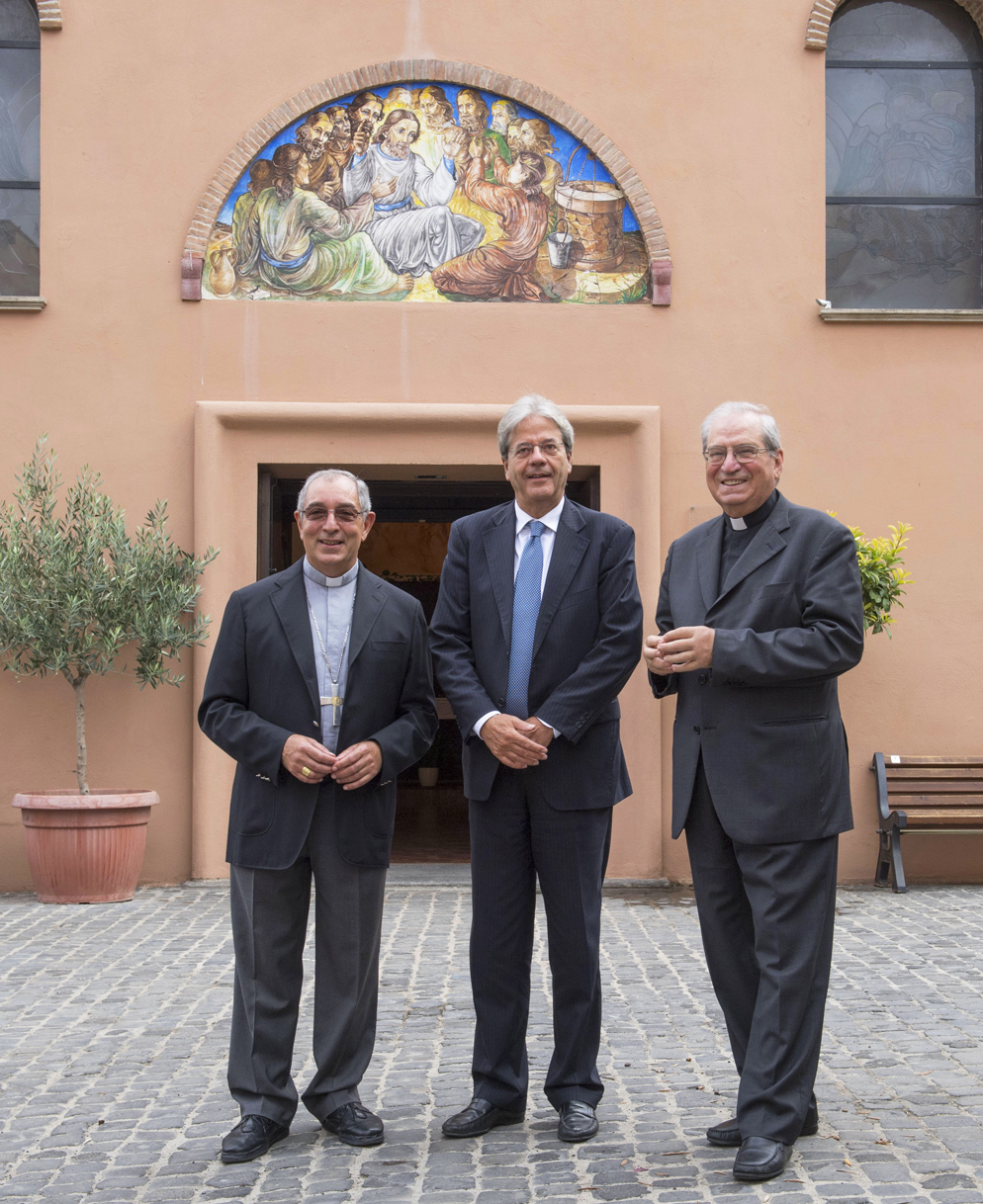
De Donatis juntament amb el primer ministre Gentiloni

Aquesta designació vingué després d'un temps de consulta desitjat pel Papa, que, durant la Quaresma, havia demanat als membres de la diòcesi romana que indiquessin el successor de Vallini; tot i que no hi ha confirmació oficial, sembla que el nom de De Donatis era el més indicat, descrit com una figura pastoral, en estret contacte amb el clergat i el poble romà, ple de la misericòrdia que el mateix Papa liva demanar que tingués amb motiu de la consagració episcopal rebuda ni tan sols dos anys abans.
Feia més de 500 anys que un Papa no nomenava un vicari de Roma que no fos cardenal: quan el 1991 el Papa Joan Pau II va triar al llavors arquebisbe Camillo Ruini pel mateix paper, no el va nomenar vicari, sinó pro-vicari, a l'espera abans de crear-lo cardenal.
Va començar oficialment el seu ministeri el proper 29 de juny, solemnitat dels Sants Pere i Pau, patrons de Roma, presidint a Sant Joan del Laterà la seva primera missa capitular com arxipreste de la basílica, durant el qual va llegir una oració d'encomana per a la diòcesi de Roma, composta personalment.
Com a president de l'ORP presidí el primer viatge del vicari de Roma en el seu camí cap a Lorda del 26 al 31 de d'agost de 2017, on va celebrar la missa internacional a la basílica Sant Pius X que a la cova de' Aparença i guia la processó de les torxes.
L'1 de setembre de 2017, a la Ciutadella de la Caritat de Roma, es va reunir amb el primer ministre Paolo Gentiloni, qui li va assegurar prendre més atenció a prendre mesures per reduir la pobresa; il el 12 d'octubre, al Palau del Quirinal, es va trobar amb el president italià Sergio Mattarella, que li va donar la medalla d'or per mèrits civils en memòria de Don Gioacchino Rey.
El 16 d'octubre 2017, durant una visita a Casarano, el seu país d'origen, se li va concedir la ciutadania honorària i el lliurament de les claus de la ciutat, amb la motivació: «Tot i ser resident per a la diòcesi de Roma sempre ha volgut i conreada arrelat en un esperit de dedicació i disponibilitat de la nostra ciutat, revelant una conducció segura, sincera i la cura d'un punt de referència per als joves i els més necessitats. orgull, també, d'aquesta comunitat pel prestigiós paper que juga.».
El 3 d'abril de 2018, durant la peregrinació dels sacerdots romans a Turquia, es va reunir amb el patriarca ecumènic Bartomeu, a qui va dirigir la felicitació personal del papa Francesc. En aquesta ocasió, el patriarca va expressar la seva voluntat d'implementar un projecte que veu cada vegada més la unió entre les dues esglésies, a partir del desig d'unificar la data de la Pasqua.
El 20 de maig de 2018, al final del Regina Cœli, el papa Francesc anuncià la seva creació com a cardenal al consistori del 28 de juny. En conèixer la notícia, que rebé per sorpresa després de tornar d'una visita pastoral a una parròquia romana, va dir que esdevenir un cardenal representa «una crida a viure en encara més fort pel que el martiri de la caritat en la vida quotidiana». Amb motiu de l'anunci de la candidatura, el president de la República Italiana, Sergio Mattarella, li va enviar un missatge de bons desitjos "en nom del poble italià i del meu propi".
El 26 de juny de 2018 va rebre el president de la República Francesa Emmanuel Macron davant la basílica de sant Joan del Laterà per conferir-li el títol de protocanonge d'honor del capítol laterà.

## Honors
- Cavaller de l'Orde del Sant Sepulcre de Jerusalem - 1989